# 羽曳野市立恵我之荘小学校
羽曳野市立恵我之荘小学校（はびきのしりつえがのしょうしょうがっこう）は、大阪府羽曳野市にある公立小学校。
学校の西側に大塚山古墳がある。地域の人口の増加により、羽曳野市立高鷲小学校の校区を分離する形で1973年に開校した。2013年に開校40周年を迎えた。

## 交通
- 近鉄南大阪線 恵我ノ荘駅徒歩3分